# Кнісело
Кні́село — село в складі Бібрської міської об'єднаної територіальної громади, Львівського району Львівської області. Населення становить 334 особи. Орган місцевого самоврядування — Бібрська міська рада Бібрської МОТГ.

## Походження назви
Назва Кнісело може бути пояснена з латинської мови. Слова «canna, canneus» (читається «канна, канеус») в латинській мові означають «болотяний шувар, тростина». Кнісело лежить у низовині, яка у давні часи, коли рівень ґрунтових вод був набагато вищим від теперішнього, поросла тростиною. Згодом, коли у IV—V ст. цей регіон «слов'янізувався», коли з'явилась родова знать (князі), то поселення «канна-село» перейшло у скорочене та зрозуміліше «кні-село» (ніби княже село). Вважається, що село виникло в часи Київської Русі та належало до княжих володінь. На жаль, немає письмових свідчень із тих часів.

## Історія
Перша згадка про село датована 1392 роком.
У податковому реєстрі 1515 року повідомляється про неможливість отримання податків з села Кнезесьоло (Knezeszyolo) через зруйнування татарами.

## Населення

### Мова
Розподіл населення за рідною мовою за даними перепису 2001 року:
| Мова       | Кількість | Відсоток |
| ---------- | --------- | -------- |
| українська | 333       | 99.7%    |
| вірменська | 1         | 0.3%     |
| Усього     | 334       | 100%     |

## Політика

### Парламентські вибори, 2019
На позачергових парламентських виборах 2019 року у селі функціонувала окрема виборча дільниця № 460318, розташована у приміщенні школи.
Результати
- зареєстровано 202 виборці, явка 67,33%, найбільше голосів віддано за «Голос» — 21,32%, за Всеукраїнське об'єднання «Батьківщина» — 17,65%, за «Слугу народу» — 16,91%.[4] В одномандатному окрузі найбільше голосів отримав Андрій Кіт (самовисування) — 44,12%, за Олега Канівця (Громадянська позиція) — 20,59%, за Андрія Гергерта (Всеукраїнське об'єднання «Свобода») — 14,71%[5].

## Уродженці
У селі народилися:
- Корнель Сцибор-Рильський[pl] (1835—1891) — інженер, генерал-майор австро-угорської армії.
- Горинь Михайло Миколайович (1930—2013) — український правозахисник, дисидент і політв'язень радянських часів, Народний депутат України 1-го скликання, почесний голова Республіканської християнської партії, брат Богдана та Миколи Горинів.
- Горинь Богдан Миколайович (1936) — український політичний та громадський діяч, Народний депутат України 1-го та 2-го скликань, журналіст, мистецтвознавець, політолог, колишній дисидент, брат Миколи та Михайла Горинів.
- Горинь Микола Миколайович (1945) — громадсько-політичний діяч, державний службовець, брат Богдана та Михайла Горинів.
- Федоришин Остап Васильович (1946—2017) — заслужений діяч мистецтв України, директор Львівського естрадного театру «Не журись».
- Бояновська Юлія Ігорівна (2004—2024) — українська військовослужбовиця, стрільчиня-операторка 1 штурмового відділення 3 штурмового взводу 1 штурмової роти 1 штурмового батальйону 3-ї окремої штурмової бригади («Азов-Київ»).